# 西奧多·史特金
西奧多·史鐸金（Theodore Sturgeon，1918年2月26日—1985年5月8日），美國科幻和恐怖小說作家與評論家。創作約400篇評論和200多個故事。
狄奧多·史鐸金最有名的小說可能是《不只是人類》（1953年）。《不只是人類》贏得了1954年國際幻想獎（SF和幻想），為當年的最佳小說。1970年，史鐸金獲得雨果奖最佳短篇小说奖。席奧多爾·史鐸金於2000年入選科幻與奇幻小說名人堂。

## 作品
- 《做夢的寶石》（The Dreaming Jewels, 1950）
- 《不只是人類》（More Than Human，1953）
- The Cosmic Rape (1958)
- Venus Plus X (1960)
- Some of Your Blood (1961)
- Godbody (1986)